# 鸿城街道
鸿城街道，是中华人民共和国吉林省长春市南关区下辖的一个乡镇级行政单位。

## 行政区划
鸿城街道下辖以下地区：
伊水社区、鹏程社区、东风社区、达兴社区、繁荣社区和东风村。